# ブリクサ・バーゲルト
ブリクサ・バーゲルト（Blixa Bargeld、本名Christian Emmerich、1959年1月12日 - ）は、ドイツ・ベルリン出身のミュージシャン、詩人。作曲も行い、俳優、パフォーマーでもある。1980年、当時の西ベルリンで結成されたロックバンド、アインシュテュルツェンデ・ノイバウテンの創設メンバーでリーダー。ロックバンドニック・ケイヴ&ザ・バッドシーズ の創設メンバーでもある。

芸名の「Blixa Bargeld」は、芸名をつけようと思い立った時に手に取ったフェルトペンに記載されていた「Blixa」の文字と、ケルンのダダイスト(ケルン・ダダ)の一人、ヨハネス・テオドア・バアーゲルト (Johannes Theodor Baargeld)の姓から引用。語呂がよく気に入ったので使うことにした。世界的に有名な人物となった近年では公式に「ブリクサ・バーゲルト」の名前を使うよう自治体から要請を受け、現在ではパスポートの上でも「ブリクサ・バーゲルト」になっている。なお、キャッシュカードの上でも"Blixa Bargeld"なので、ドイツ語圏でカードを出すと驚かれるという。「Bargeld」はドイツ語の「生の金＝現金」という意味だからである。
アインシュテュルツェンデ・ノイバウテン（以下、ノイバウテン）では名実共に主導権を握り、作詞作曲から編曲の一切を取り仕切る。自らはボーカルとキーボード（オルガン）を担当する。ノイバウテンは、1980年代のノイズミュージックとパンク・ロックを融合させた過激なパフォーマンスで一躍有名になり、現在では「音」を追求する実験音楽的なロックへと変化を遂げている。全世界的に知られるバンドであり、特に欧米では現在もカルト的人気を誇る。日本では1980年代に爆発的な人気を誇ったが、現在では根強いファンが残るだけで、評論の上でもインダストリアル・ノイズの歴史の文脈で語られることが多くなった。
ニック・ケイヴ&ザ・バッドシーズではギターをひたすらかき鳴らす演奏法を用いた。そのため曲によっては前面に出ることもあれば、全く出番のないこともあった。また「The Weeping Song」に代表されるデュエット曲ではボーカルも務めた。ブリクサは2003年にノイバウテンと自身の活動に専念するために、ファンはもちろん、長年の友人であるバンドリーダー、ニック・ケイヴからも惜しまれながらバッドシーズを脱退した。人によっては、バッドシーズの一員としてのブリクサのイメージの方が強いという。
ソロ活動においては、ボイス・パフォーマンス「Rede/Speech Performances」や、『記憶の執行』など、声や言葉を用いたパフォーマンスが主である。また演劇や映画では、浮世離れした雰囲気を生かした役が多い。意外なところでは、ドイツの代表的なホームセンターチェーン店ホーンバッハ (Hornbach) のテレビCMで、カタログの文章をパフォーマンスを駆使して読み上げるというものがあった。
近年ではアルヴァ・ノトとのプロジェクト「ANBB」での活動が多くなっている。
日本にはノイバウテン、およびバッドシーズでの来日の他に、『記憶の執行』の公演で1995年に、またANBBとして2011年に来日している。

2024年のインタビューにおいて、バルゲルトは自身をクィアであると公言し、家族の中で妻が唯一のシスジェンダーであると述べた。
昔からロマンスが多く、女性関係はもとより、熱狂的な女性ファンとのトラブルで苦労したこともあった。ブリクサはノイバウテンの公式ウェブサイト「neubauten.org」の管理人で、ノイバウテンの活動にも協力している中国系アメリカ人のエリン・ズゥ (Erin Zhu)と結婚し、